# Miguel Narváez
Miguel de Jesús Narváez López (Badajoz, Extremadura, España, 29 de abril de 2002), más conocido como Miguel Narváez, es un futbolista español que juega en la demarcación de portero en el Real Oviedo Vetusta del Grupo II de la Tercera Federación.

## Trayectoria
Miguel Narváez comenzaría en 2012 en las categorías inferiores del C. D. Badajoz. Tras un breve paso por las categorías inferiores del Don Bosco, volvería al Badajoz donde debutaría con el juvenil en División de Honor.
El 1 de septiembre del 2019 debutaría con el C. D. Badajoz "B" en la Primera División Extremeña ante el Atlético Pueblonuevo aunque no sería hasta la temporada 2021-22 cuando tendría ficha en el filial, año donde sería el portero titular del equipo en Tercera Federación.
En la temporada 2022-23 sería ascendido al primer equipo donde sería el segundo portero, lograría debutar en partido oficial el 16 de abril de 2023 ante la A. D. Ceuta F. C., además jugaría los siguientes seis partidos siendo así el portero titular del equipo en las últimas siete jornadas de liga.
En la siguiente temporada en Segunda Federación sería el portero titular del equipo pacense, jugando 28 encuentros en todo el campeonato. Al finalizar la temporada, tras el descenso a Tercera Federación de su equipo, Miguel quedaría libre firmando en julio de 2024 por el filial del Real Oviedo.

## Clubes
| Club                | País   | Año         | Partidos |
| ------------------- | ------ | ----------- | -------- |
| C. D. Badajoz "B"   | España | 2019 - 2022 | 31       |
| C. D. Badajoz       | España | 2022 - 2024 | 35       |
| Real Oviedo Vetusta | España | 2024 - Act. |          |